# الشيخ محمد المتوكل
الشيخ محمد المتوكل أو محمد المتوكل ولد في 10 أكتوبر 1966 في مدينة آسا بالمغرب، هو ناشط صحراوي في مجال حقوق الإنسان وأحد المعارضين للنظام الملكي في المغرب بخصوص قضية الصحراء الغربية، كما أنه عضو في جمعية الصحراويين المدافعين عن حقوق الإنسان (كوديسا).

## الخلفية
حصل المتوكل على درجة البكالوريوس في الجيولوجيا.
كان في السجن بعد اعتقاله عام 2005 بسبب انتفاضة الاستقلال، وقد سجن سابقا (كان ذلك في عام 1992) لمدة سنة واحدة كما تم اعتقاله في العديد من المناسبات.
محمد المتوكل كان يعمل موظفا في الدار البيضاء (الأمين العام لبلدية بن مسيك في الدار البيضاء في عام 2001)، كما شغل منصب الأمين العام في بلدية آسا (مدينة ولادته)، قبل أن يتمكن من الفرار من السلطات المغربية من آسا إلى الدار البيضاء.
في عام 1992 حكم عليه بالسجن لمدة عام، وذلك بسبب مشاركته في المظاهرة السلمية السياسية بتاريخ 24 سبتمبر والتي كانت تُطالب بتقرير المصير لشعب الصحراء الغربية في مسقط رأسه آسا، وقد قضى العقوبة في سجن انزكان.
كان عضوا في فرع منظمة حقوق الإنسان المهتمة بالدفاع عن حقوق الصحراويين قبل أن يتم حله من قبل السلطات المغربية، وهو حاليا عضو في منتدى الحقيقة والعدالة الذي يقع مركزه في الدار البيضاء.
اعتقل المتوكل مرة أخرى وذلك بتاريخ 20 تموز/يوليو 2005 في منزله في الدار البيضاء جنبا إلى جنب مع رفيق آخر ينتمي إلى جمعية كوديسا وهو الناشط الحقوقي محمد فاضل جاوادي، وقد تعرضوا للمسائلة بخصوص الأحداث الجارية في الصحراء الغربية، ليتم نقلهما بعد ذلك إلى مركز شرطة آخر في مدينة العيون، وقد اتهما بالمشاركة في التحريض على الاحتجاجات السلمية. وكرد فعل على الاحتجاز التعسفي للمتوكل قام العديد من النشطاء المسجونين بالدخول في إضراب عن الطعام استمر ما بين 8 أغسطس إلى 29 سبتمبر من نفس السنة.
قبيل محاكمة المتوكل، أصدرت منظمة العفو الدولية تقريرا تُبرز فيه مخاوفها بخصوص المحاكمة التي تعرض لها المتوكل والتي لم تكن عادلة على حد تعبيرها، مما دفعها إلى اعتباره سجين رأي.

## الحياة الخاصة
محمد المتوكل متزوج من ميناتو بايناهو، ولديه معها ثلاثة أطفال.